# 武定路站
武定路站位于中华人民共和国上海市静安区曹家渡街道武宁南路与武定西路交叉口，是上海轨道交通14号线的地下岛式車站。

## 车站结构

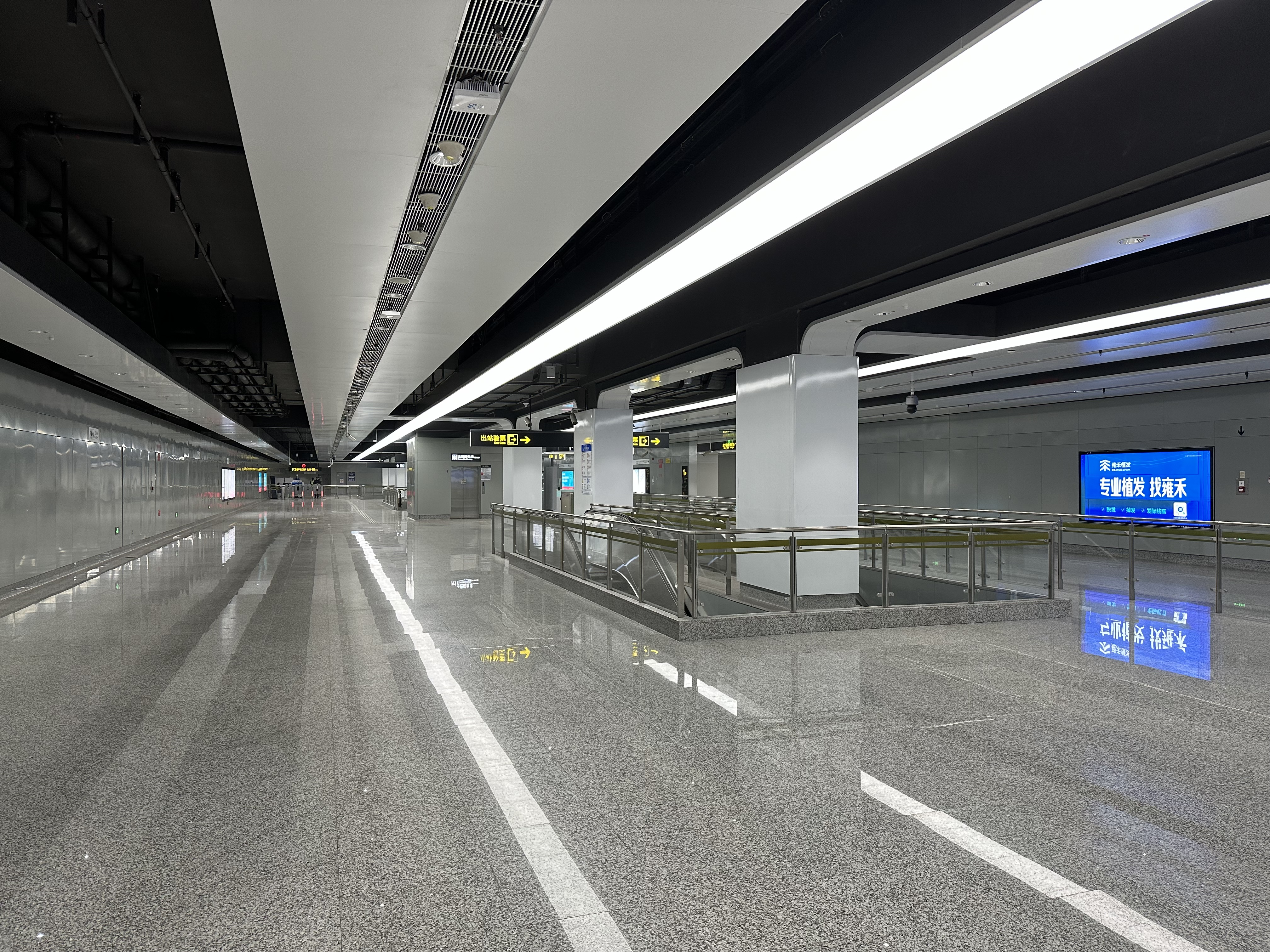
站厅

### 车站楼层
武定路站共有3层。地面为车站出口，地下一层为车站大厅，地下二层为14号线站台。
| 地面层   | 出入口             | 1-3出入口                        |  |  |
| 地下一层 | 站厅               | 票务服务、自动售票机、人工服务台 |  |  |
| 地下二层 | ①站台              | █ 14号线 往封浜（武宁路）        |  |  |
|          | 岛式站台，左侧开门 |                                  |  |  |
|          | ②站台              | █ 14号线 往桂桥路（静安寺）      |  |  |

## 车站出口
武定路站共有3个出入口，各出入口如下所示：
| 出口编号            | 出口指示           | 照片 |
| ------------------- | ------------------ | ---- |
| 1 · 出口            | 武宁南路，武定路   |      |
| 2 · 出口            | 武宁南路，万航渡路 |      |
| 3 · 出口 · （设有） | 武宁南路           |      |
| 图例： 设有         |                    |      |